# Triennale Polskiego Rysunku Współczesnego
Triennale Polskiego Rysunku Współczesnego — cykliczna impreza artystyczna organizowana przez Muzeum Kresów w Lubaczowie. Konkurs ma zasięg ogólnopolski i jest otwarty dla wszystkich artystów plastyków. Kolejne edycje odbyły się w latach 1993, 1996, 1999, 2002, 2005, 2008. 
Zdobywcy Grand Prix:
| edycja | rok  | Grand Prix            | nagrodzona praca                                            |
| ------ | ---- | --------------------- | ----------------------------------------------------------- |
| I      | 1993 | Bogdan Topor          | cykl rysunków Studium do Ostatniej Wieczerzy                |
| II     | 1996 | Adam Kirchner         | cykl rysunków tuszem Strefa cienia, Słowo, Pejzaż erotyczny |
| III    | 1999 | Tadeusz Gustaw Wiktor | cykl rysunków Poza mediolańskie dni                         |
| IV     | 2002 | Apoloniusz Węgłowski  |                                                             |
| V      | 2005 |                       |                                                             |
| VI     | 2008 | Jarosław Grulkowski   |                                                             |